# 拉茲洛格市鎮

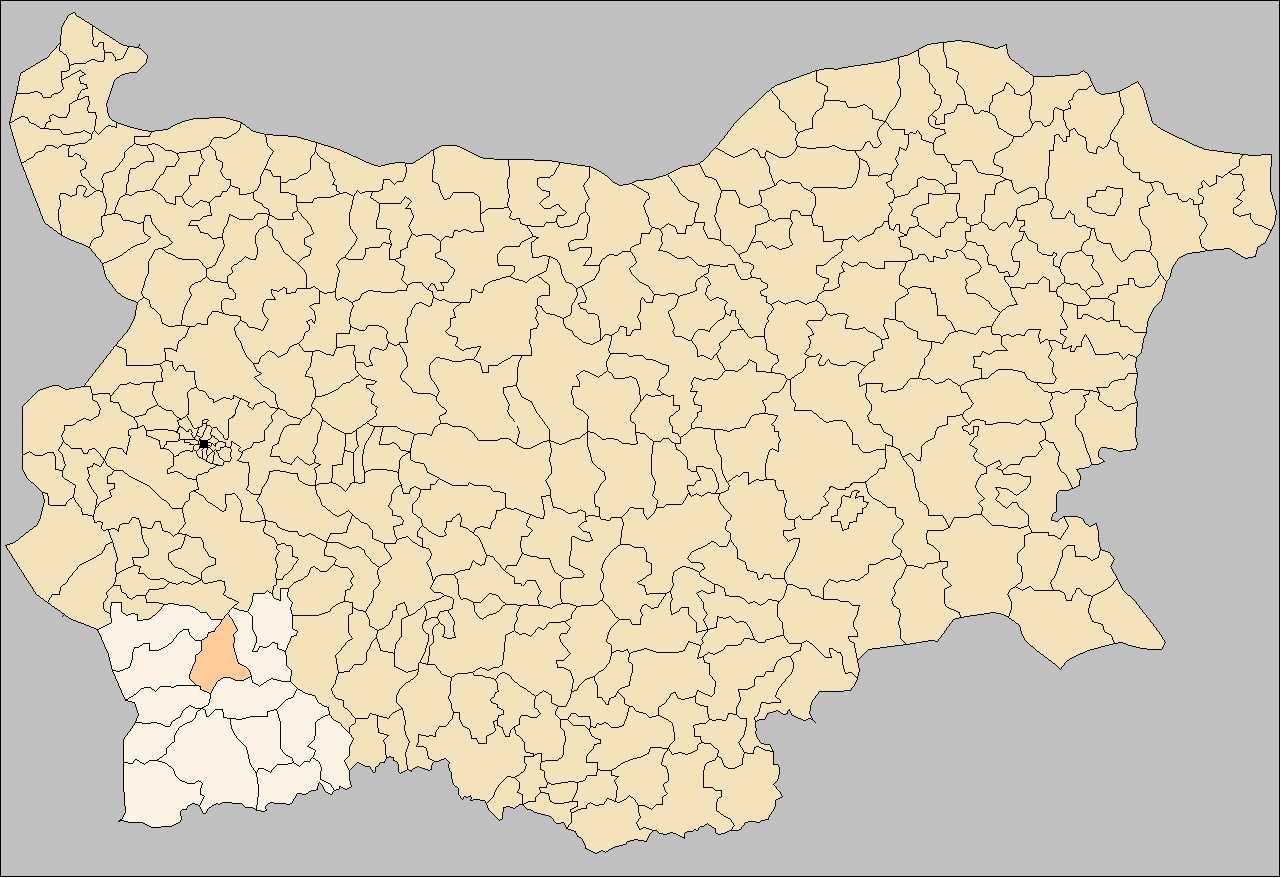

拉茲洛格市鎮，是保加利亞西南部布拉戈耶夫格勒州的市鎮，行政中心为拉茲洛格，面積506.47平方公里，2008年人口22,237，人口密度每平方公里43.9人。
41°53′N 23°28′E / 41.883°N 23.467°E